# Осово (Ляденский сельсовет)
Осово, также Осов (бел. Восава, Осава, Восаў) — деревня в Червенском районе Минской области Беларуси. Входит в состав Ляденского сельсовета.

## Географическое положение
Расположена в 22 километрах к востоку от Червеня, в 84 км от Минска, в 17 км от станции Гродзянка на линии Гродзянка—Верейцы.

## История
Населённый пункт известен с начала XVIII века. На 1701 год деревня принадлежала Виленской капитуле и насчитывала 10 дворов. В результате II раздела Речи Посполитой 1793 года вошла в состав Российской Империи. На 1799 год деревня Осово (она же Боскуповка) и одноимённое имение входили в состав Игуменского уезда Минской губернии. В середине XIX века являлась собственностью помещика И. Булгака. Согласно переписи населения Российской империи 1897 года насчитывала 4 двора, где проживали 35 человек и относилась к Юровичской волости. Позднее была передана в Хуторскую волость. На 1917 год здесь было 10 дворов и 57 жителей. С февраля по декабрь 1918 года деревня была оккупирована немцами, с августа 1919 по июль 1920 — поляками. 20 августа 1924 года вошла в состав вновь образованного Хуторского сельсовета Червенского района Минского округа (с 20 февраля 1938 — Минской области). Согласно переписи населения СССР 1926 года насчитывалось 11 дворов, проживали 66 человек. Во время Великой Отечественной войны деревня была оккупирована немецко-фашистскими захватчиками в июле 1941 года. 18 её жителей не вернулись с фронта. Освобождена в июле 1944 года. На 1960 год население деревни составило 57 человек. В 1980-е годы деревня относилась к колхозу «Знамя Октября». На 1997 год здесь было 9 домов и 13 жителей. 30 октября 2009 года в связи с упразднением Хуторского сельсовета вошла в состав Ляденского сельсовета. На 2013 год 3 круглогодично жилых дома, 4 постоянных жителя.

## Население
- 1701 — 10 дворов
- 1897 — 4 двора, 35 жителей
- 1917 — 10 дворов, 57 жителей
- 1926 — 11 дворов, 66 жителей
- 1960 — 57 жителей
- 1997 — 9 дворов, 13 жителей
- 2013 — 3 двора, 4 жителя